# منشار ترددي

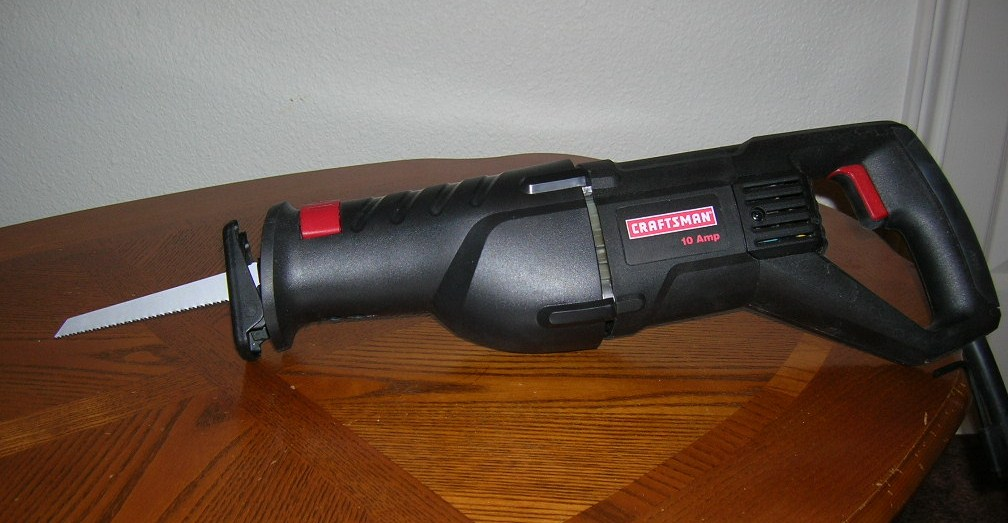
مثال لمنشار ترددي متغير السرعة

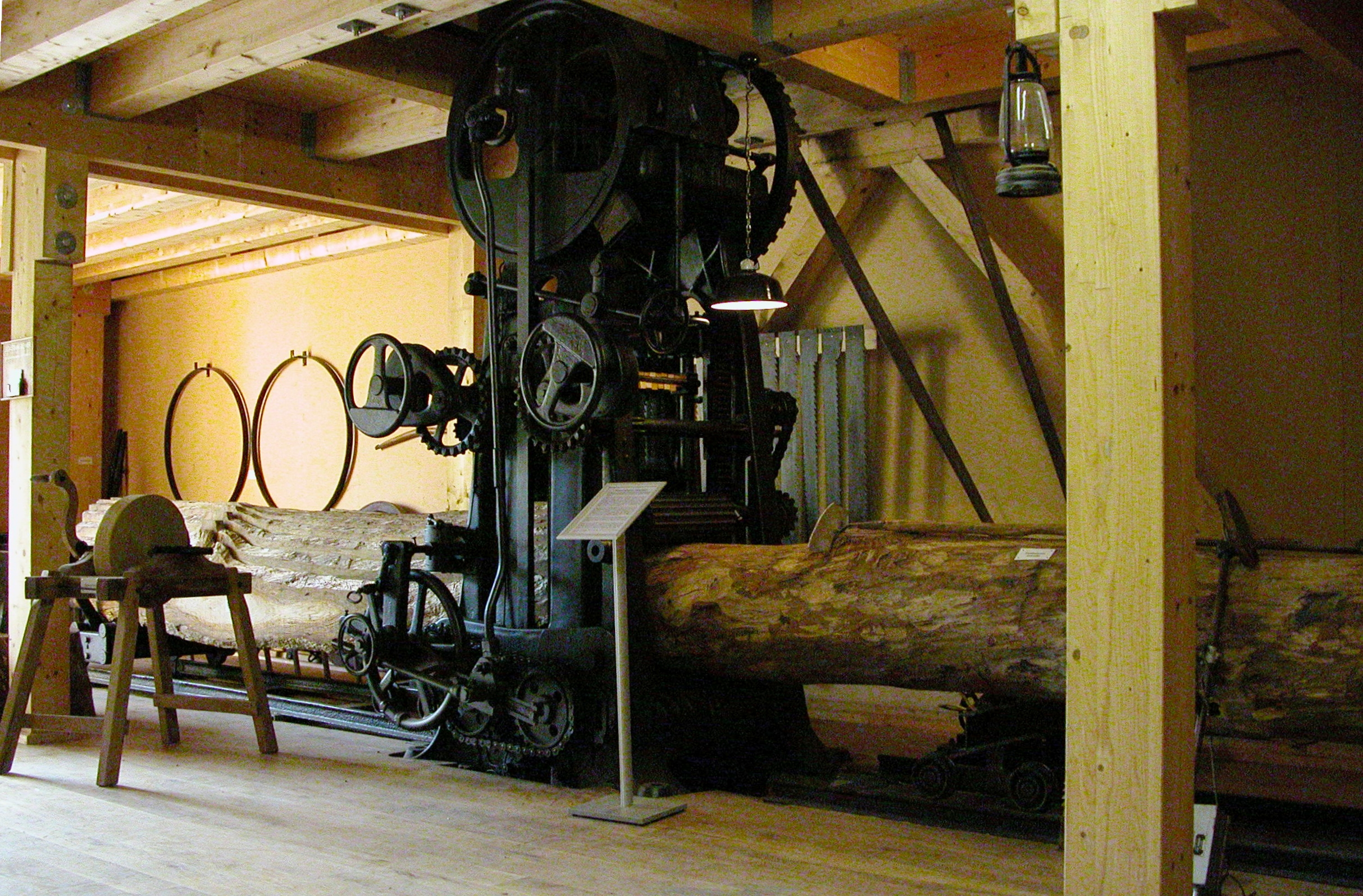
منشار ترددي في متحف

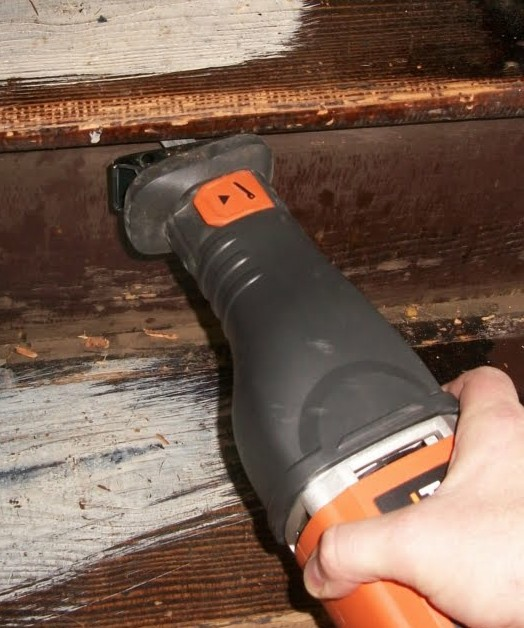
المناشير الترددية لها استخدامات عديدة ؛ يظهر هنا أحدهم وهو يقطع أجزءًا سلم عسرة الوصول

المنشار الترددي هو نوع منشار يعمل بالطاقة حيث ينشر بحركة الدفع والسحب أي بالترددي للنصل.